# がむがむ
がむがむ（GAM GAM）は、1974年から1976年まで活動した日本のフォークグループ。全員がリードボーカルをとれる歌唱力を生かした、層の厚いコーラスを前面に出していた。
チューリップの宮城伸一郎が所属していたグループとしても知られる。
シンコー・ミュージックに所属していた。

## メンバー
松永昭一（まつなが　しょういち）1953年8月26日〜  ギター、ボーカル
埼玉県羽生市生まれ。リーダー。結成から解散まで在籍。解散後はシンコー・ミュージックのスタッフとして多方面に活躍。
柿沼タケシ（かきぬま　たけし）1953年11月26日〜  ギター、ベース、ボーカル
本名：柿沼威志。埼玉県羽生市生まれ。結成から解散まで在籍。解散後はシンコー・ミュージックのスタッフを経て、現在は地元羽生市でライブカフェ「TAKE 1」を経営。スターダストレビューのベーシスト・柿沼清史は弟。
えらよしや  1953年5月31日〜2019年  キーボード、ボーカル
本名：江良善弥。北海道十勝郡生まれ。76年脱退の後、音楽業界から引退し、地元の北海道でホテルマンとして働いていた。
宮城伸一郎（みやぎ　しんいちろう）1955年12月17日〜  ベース、ギター、ボーカル
東京都葛飾区生まれ。75年加入後解散まで在籍。解散後はARBの結成メンバーとして活動の後、1979年のチューリップのツアーのサポートメンバーを経て、1980年に正式に加入。

## 概略
1970年、中学時代の同級生だった松永昭一と柿沼タケシが、高校2年生のときに「あかてん」というフォークデュオを結成し、CBSソニーからデビュー。同級生の杉下敏晴の加入後、2枚目のシングルを発売したのち、脱退することになった杉下の代わりに、えらよしやが加入。レコード会社を移籍し、グループ名を「がむがむ」に改名。エキスプレス/東芝EMIから「二人のビートルズ」で再デビューした。
1975年に宮城伸一郎が加入。4人編成となるが、翌年えらよしやが脱退し、ふたたび3人編成になり、以後はメンバーの異動はなく活動を終えた。

## ディスコグラフィ

### シングル
1. 二人のビートルズ ⁄ 悲しきメモリー (1974年8月20日)
2. ふくじゅ草の咲く頃 ⁄ 通り雨 (1975年2月5日)
3. 青い空はいらない ⁄ 駅までの道 (1975年9月5日)
4. 卒業 ⁄ 久美子 (1976年2月20日)
5. 昔の恋人 ⁄ LOVE LETTER (1976年10月20日)

### アルバム
1. 緑の世界　がむがむファースト (1974年9月5日) 2015年　未収録のシングル曲を加えてCD化(11以降)
  1. 二人のビートルズ
    - 作詞：浦田志信 作曲：柿沼タケシ 編曲：横内章次

  2. 今日もひとり
    - 作詞：えらよしや 作曲：松永昭一 編曲：水谷公生

  3. 恋が逃げる街
    - 作詞：浦田志信 作曲：柿沼タケシ 編曲：水谷公生

  4. ユートピア
    - 作詞：えらよしや 作曲：柿沼タケシ 編曲：直井隆雄

  5. コーヒー・カップ
    - 作詞：漣健児 作曲：柿沼タケシ 編曲：水谷公生

  6. 幸せをそばに
    - 作詞・作曲：松永昭一 編曲：横内章次

  7. 悲しきメモリー
    - 作詞：漣健児 作曲：松永昭一 編曲：横内章次

  8. 君への恋
    - 作詞・作曲：松永昭一 編曲：直井隆雄

  9. ひとりぼっちの僕
    - 作詞：えらよしや 作曲：松永昭一 編曲：水谷公生

  10. 小さな想い
    - 作詞：えらよしや 作曲：松永昭一 編曲：直井隆雄

  11. 明日の微笑
    - 作詞：浦田志信 作曲：柿沼タケシ 編曲：直井隆雄

  12. 南へ向かって
    - 作詞：えらよしや 作曲：松永昭一 編曲：直井隆雄

  13. ふくじゅ草の咲く頃
    - 作詞：えらよしや 作曲：松永昭一 編曲：青木望

  14. 通り雨
    - 作詞：えらよしや 作曲：松永昭一 編曲 青木望

  15. 青い空はいらない
    - 作詞・作曲・編曲：財津和夫

  16. 駅までの道
    - 作詞：倉敷光・市原愛彦 作曲・編曲：岩沢幸矢[ブレッド&バター]

  17. 卒業
    - 作詞・作曲：財津和夫 編曲：財津和夫、がむがむ 弦編曲：乾裕樹

  18. 久美子
    - 作詞：えらよしや 作曲：松永昭一 編曲：がむがむ

  19. 昔の恋人
    - 作詞：柿沼威志、野走英美 作曲：柿沼威志 編曲：乾裕樹

  20. LOVE LETTER
    - 作詞：野走英美 作曲：宮城伸一郎 編曲：乾裕樹

## エピソード
- 「青い空はいらない」は同じ事務所に所属していたチューリップの財津和夫の作（作詞・作曲・編曲）で、新加入の宮城伸一郎がリードボーカルをとっている。また、バックの演奏は、チューリップの安部俊幸、上田雅利、姫野達也とメンバーの宮城が担当している。
- 「卒業」も財津和夫の作で、チューリップの上田雅利がドラムスを演奏している。
- えらよしや脱退後、徐々にロック色のあるナンバーを演奏するようになっていき、宮城がギターに、柿沼がベースにコンバートされ、サポートメンバーとして甲斐秀俊（ドラムス）が参加している。
- 2015年のアルバムのCD化に際し、元メンバーの松永昭一、柿沼タケシのインタビュー、および松永、柿沼、えらよしやのメッセージが収録されている。
- 松永、柿沼は二人でがむがむを再結成し、柿沼が経営する「TAKE 1」を中心にライブ活動を行っている。えらよしやが参加することもあった。